# (5649) Доннаширли
(5649) Доннаширли (лат. Donnashirley) — медленно вращающийся астероид, относящийся к группе астероидов, пересекающих орбиту Марса, и принадлежащий к светлому спектральному классу S. Он был открыт 18 ноября 1990 года американским астрономом Элеанор Хелин в Паломарской обсерватории и назван в честь американского инженера Донны Ширли.

Орбита астероида Доннаширли и его положение в Солнечной системе